# Campionato francese di tennis 1904
Il Campionato francese di tennis 1904 (conosciuto oggi come Open di Francia o Roland Garros) è stato la 14ª edizione del Campionato francese di tennis, riservato ai tennisti francesi o residenti in Francia. Si è svolto a Parigi in Francia.
Il singolare maschile è stato vinto da Max Décugis, che si è imposto su André Vacherot. Il singolare femminile è stato vinto da Kate Gillou Fenwick, che ha battuto Francoise Masson. Nel doppio maschile si sono imposti Max Décugis e Maurice Germot. Nel doppio misto la vittoria è andata a Kate Gillou in coppia con Max Décugis.

## Seniors

### Singolare maschile
Max Décugis ha battuto in finale  André Vacherot con il punteggio di 6–1, 9–7, 6–8, 6–1.

### Singolare femminile
Kate Gillou Fenwick ha battuto in finale  Francoise Masson

### Doppio maschile
Max Décugis /  Maurice Germot

### Doppio misto
Kate Gillou /  Max Décugis